# Trimetoprim
Il Trimetoprim (abbreviato in TMP) è un antibiotico, batteriostatico, di sintesi appartenente alla categoria delle diaminopirimidine. Pertanto presenta varie analogie con il gruppo pteridinico del folato (acido folico = pterina + PABA + acido glutammico).
È presente un'associazione con la sulfadimidina, denominata tinkanium, e un'associazione con il sulfametossazolo, denominata cotrimossazolo. Il trimetoprim è stato utilizzato per la prima volta nel 1962. È incluso nella lista dei medicinali essenziali dell'Organizzazione Mondiale della Sanità. È disponibile come farmaco generico.

## Meccanismo d'azione
Agisce come inibitore competitivo della diidrofolato reduttasi enzima fondamentale per la sintesi del acido tetraidrofolico, che è fondamentale per la sintesi degli acidi nucleici dunque per la replicazione.

## Spettro d'azione e utilizzo
Lo spettro d'azione è simile a quello dei sulfamidici.
Viene solitamente utilizzato in associazione con sulfametossazolo, che permette di inibire in sinergismo due tappe della sintesi dell'acido folico. Prende il nome di Cotrimoxazolo il sinergismo dei due antibiotici. Rimane che però il Trimetoprim è più potente del sulfametossazolo di circa 20-50 volte.
È il farmaco di elezione per il trattamento di infezioni urinarie acute e croniche. Viene inoltre utilizzata questa associazione per il trattamento di infezioni causate da Pneumocystis jirovecii, alle vie respiratorie inferiori, per l'otite media e gonorree senza complicanze.
L'enzima diidrofolato reduttasi è presente anche nei mammiferi, però mutazioni avvenute in milioni di anni hanno portato una significativa differenza tra i due enzimi, tanto che l'IC50 del trimetoprim nei confronti dell'enzima batterico è molto più bassa dello stesso nei confronti dell'enzima del mammifero.

## Escrezione
È pH-dipendente in cui il riassorbimento è ostacolato in urine acide.
Secrezione e riassorbimento avvengono nel glomerulo e nel tubulo renale
Concentrazione nelle urine: 50-100 µg/mL.

## Effetti collaterali
- Disturbi GI;
- lievi reazioni da ipersensibilità cutanea;
- Discrasie ematiche;
- sindrome di Stevens-Johnson (eritema essudativo multiforme);
- possibile rash cutaneo a livello del Seno;
- teratogeno su animali da laboratorio;
- Rash cutaneo su cosce e glutei